# Francisco Aznar Sanjurjo
Francisco Aznar Sanjurjo (1879-1952) fue un arquitecto español.

## Biografía
Se tituló en 1909. Fue profesor de la Escuela Técnica Superior de Arquitectura de Barcelona y arquitecto del Servicio de Valoración Urbana de la Delegación de Hacienda de Barcelona.
En 1909-1910 construyó en Madrid un edificio de viviendas para Ángel Catalina, situado en la calle López de Hoyos 112, en un estilo modernista de un decorativismo ecléctico.
Para la Exposición Internacional de Barcelona de 1929 fue autor del Palacio de Proyecciones, junto a Eusebi Bona. Estaba situado entre la avenida de la Reina María Cristina, la avenida Rius i Taulet y la plaza del Universo. Con una superficie de 10 000 m², tenía dos plantas, la principal con una gran sala de espectáculos, con escenario y cabina para la proyección de películas, y diversas salas de exposiciones. Del edificio destacaba la fachada, de estilo clásico y monumental, con decoración escultórica de Joan Pueyo: cuatro grupos de cariátides con bisontes, cuatro grupos de esfinges y dos fuentes, realizados en piedra artificial. Derribado tras la Exposición, en su lugar se construyó el actual Palacio de Congresos.